# 天王峰級揚陸艦
天王峰級揚陸艦（チョナンボンきゅうようりくかん、英語: Cheon Wang Bong-class tank landing ships）は、韓国海軍の戦車揚陸艦の艦級。計画名はLST-II。

## 概要
本級は韓国が初めて建造した中型級の揚陸艦で、旧式艦に比べて5ノット以上早い速力、上陸戦指揮所のほか、艦砲やレーダーなど主要兵装は国産化率96％を達成しているとされる。艦内は防弾設計適用区画や防火隔壁も強化されており、生存性が高まっているとされる。
戦時は海兵隊や主力戦車などを搭載して上陸戦に投入され、平時は兵力と装備・物資の輸送や平和維持活動などを支援する。

## 同型艦
| 艦名   | 起工 | 進水            | 就役            | 建造者          |
| ------ | ---- | --------------- | --------------- | --------------- |
| 天王峰 |      | 2013年 9月11日  | 2014年 11月28日 | 韓進重工業 釜山 |
| 天子峰 |      | 2015年 12月15日 | 2017年 8月1日   | 現代重工業 蔚山 |
| 日出峰 |      | 2016年 10月25日 | 2018年 4月2日   | 現代重工業 蔚山 |
| 露積峰 |      | 2017年 11月2日  | 2018年 11月21日 | 現代重工業 蔚山 |